# 2007–2008-as cseh labdarúgó-bajnokság (első osztály)
A 2007–2008-as cseh labdarúgó-bajnokság a cseh labdarúgó-bajnokság legmagasabb osztályának 15. alkalommal megrendezett bajnoki éve volt. A pontvadászat 16 csapat részvételével, 2007. augusztus 4-én indult és 2008. május 17-én ért véget.
A bajnoki címet a Slavia Praha csapata nyerte, mely a klub történetének 15. bajnoki címe. A Bohemians 1905 és a SIAD Most kiesett az élvonalból.

## A bajnokság rendszere
A pontvadászat 16 csapat részvételével zajlott, a csapatok őszi–tavaszi lebonyolításban oda-visszavágós, körmérkőzéses rendszerben mérkőztek meg egymással. Minden csapat minden csapattal két alkalommal játszott, egyszer pályaválasztóként, egyszer pedig idegenben.
A pontvadászat végső sorrendjét a 30 bajnoki forduló mérkőzéseinek eredményei határozták meg a szerzett összpontszám alapján kialakított rangsor szerint. A mérkőzések győztes csapatai 3 pontot, döntetlen esetén mindkét csapat 1-1 pontot kapott. Vereség esetén nem járt pont.

## Változások a 2006–07-es szezont követően
Búcsúzott az élvonaltól
- Marila Příbram 15. helyezettként.
- Slovácko 16. helyezettként.

Feljutott az élvonalba
- Viktoria Žižkov, a másodosztály (Druhá liga) győzteseként.
- Bohemians 1905 a másodosztály 2. helyezettjeként.

## A bajnokság végeredménye
| #   | Csapat           | M  | Gy | D  | V  | RG | KG | GK  | P  |
| --- | ---------------- | -- | -- | -- | -- | -- | -- | --- | -- |
| 1.  | Sparta Praha     | 30 | 17 | 9  | 4  | 45 | 24 | +21 | 60 |
| 2.  | Slavia Praha     | 30 | 17 | 6  | 7  | 53 | 26 | +27 | 57 |
| 3.  | Baník Ostrava    | 30 | 15 | 10 | 5  | 51 | 28 | +23 | 55 |
| 4.  | Zbrojovka Brno   | 30 | 16 | 7  | 7  | 43 | 32 | +11 | 55 |
| 5.  | Teplice          | 30 | 16 | 5  | 9  | 40 | 27 | +13 | 53 |
| 6.  | Slovan Liberec   | 30 | 12 | 8  | 10 | 35 | 31 | +4  | 44 |
| 7.  | Mladá Boleslav   | 30 | 11 | 9  | 10 | 37 | 36 | +1  | 42 |
| 8.  | Tescoma Zlín     | 30 | 10 | 8  | 12 | 28 | 31 | -3  | 38 |
| 9.  | Viktoria Plzeň   | 30 | 10 | 8  | 12 | 32 | 37 | -5  | 38 |
| 10. | Viktoria Žižkov  | 30 | 10 | 7  | 13 | 35 | 48 | -13 | 37 |
| 11. | Sigma Olomouc    | 30 | 8  | 12 | 10 | 20 | 26 | -6  | 36 |
| 12. | Jablonec 97      | 30 | 8  | 9  | 13 | 24 | 32 | -8  | 33 |
| 13. | České Budějovice | 30 | 8  | 8  | 14 | 27 | 35 | -8  | 32 |
| 14. | Kladno           | 30 | 6  | 9  | 15 | 31 | 45 | -14 | 27 |
| 15. | Bohemians 1905   | 30 | 5  | 11 | 14 | 24 | 40 | -16 | 26 |
| 16. | SIAD Most        | 30 | 4  | 8  | 18 | 31 | 58 | -27 | 20 |

- A Slavia Praha a 2006-2007-es szezon bajnoka.
- A Slavia Praha és a Sparta Praha részt vett a 2008–09-es UEFA-bajnokok ligájában.
- A Baník Ostrava és a Slovan Liberec részt vett a 2008–09-es UEFA-kupában.
- A Teplice részt vett a 2008-as Intertotó-kupában.
- A Bohemians 1905 és a SIAD Most kiesett a másodosztályba (Druhá liga).